# Mason (Illinois)
Mason és una població dels Estats Units a l'estat d'Illinois. Segons el cens del 2000 tenia 396 habitants.

## Demografia
Segons el cens del 2000, Mason tenia 396 habitants, 147 habitatges, i 103 famílies. La densitat de població era de 134,1 habitants/km².
Dels 147 habitatges en un 34% hi vivien nens de menys de 18 anys, en un 60,5% hi vivien parelles casades, en un 4,1% dones solteres, i en un 29,3% no eren unitats familiars. En el 25,9% dels habitatges hi vivien persones soles el 14,3% de les quals corresponia a persones de 65 anys o més que vivien soles. El nombre mitjà de persones vivint en cada habitatge era de 2,69 i el nombre mitjà de persones que vivien en cada família era de 3,15.
Per edats la població es repartia de la següent manera: un 28,3% tenia menys de 18 anys, un 4,8% entre 18 i 24, un 33,6% entre 25 i 44, un 22,7% de 45 a 60 i un 10,6% 65 anys o més.
L'edat mediana era de 35 anys. Per cada 100 dones de 18 o més anys hi havia 107,3 homes.
La renda mediana per habitatge era de 40.441 $ i la renda mediana per família de 41.797 $. Els homes tenien una renda mediana de 26.607 $ mentre que les dones 18.333 $. La renda per capita de la població era de 13.392 $. Aproximadament el 5,9% de les famílies i el 6,1% de la població estaven per davall del llindar de pobresa.

## Poblacions més properes
El següent diagrama mostra les poblacions més properes.